# 堺筋

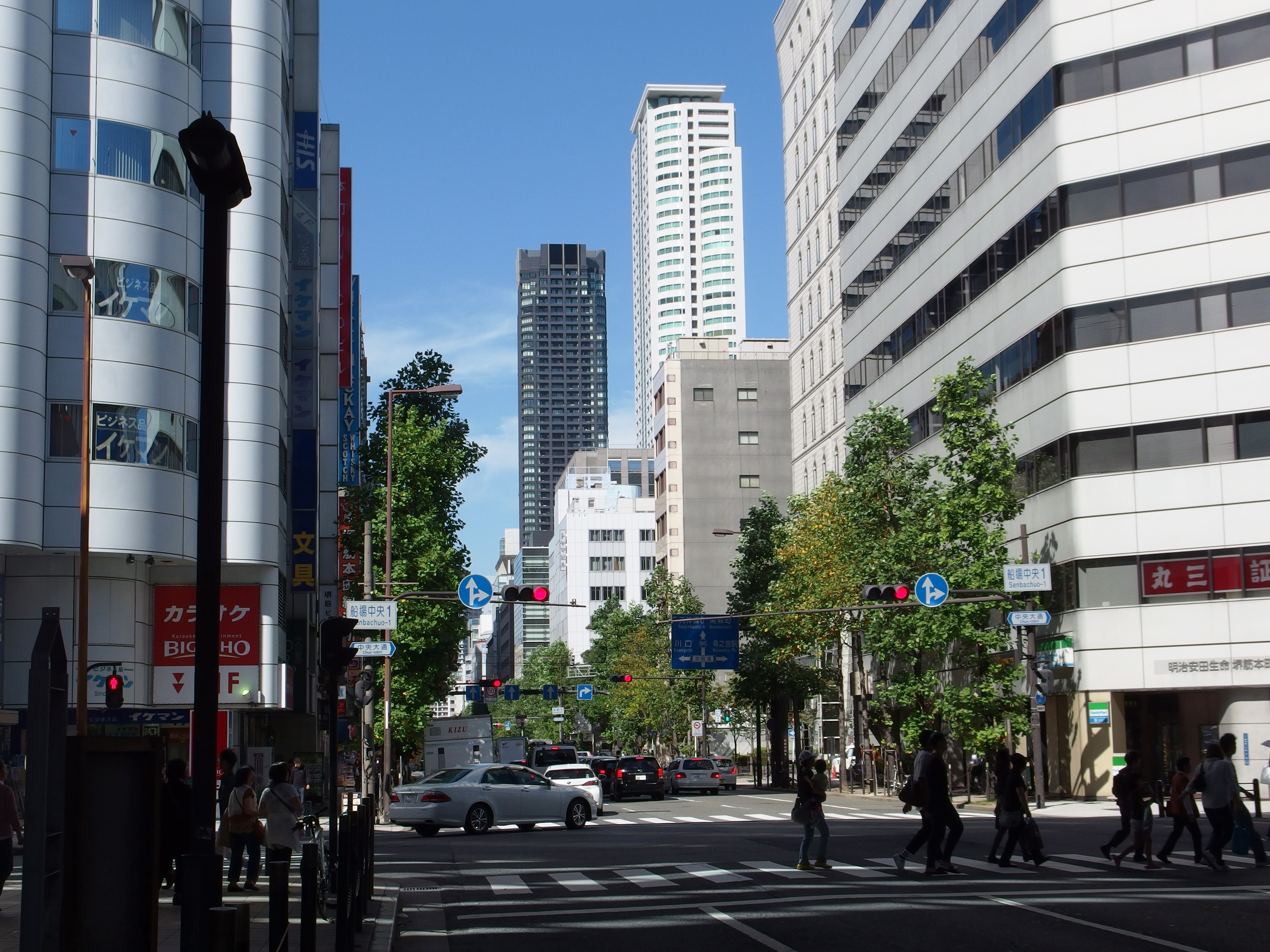

堺筋（さかいすじ）是日本大阪府大阪市中心区的一条南北幹線道路，北起北区的天神橋，南到西成区的天下茶屋，全长约6.1公里。地铁堺筋線在其地下全线运行。

## 历史

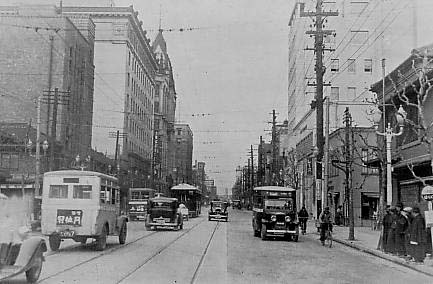
堺筋（1930年代）

电车在1960年代消失。1969年（昭和44年），地铁堺筋線开通。

## 沿线建筑物
北区
- 天神橋筋商店街

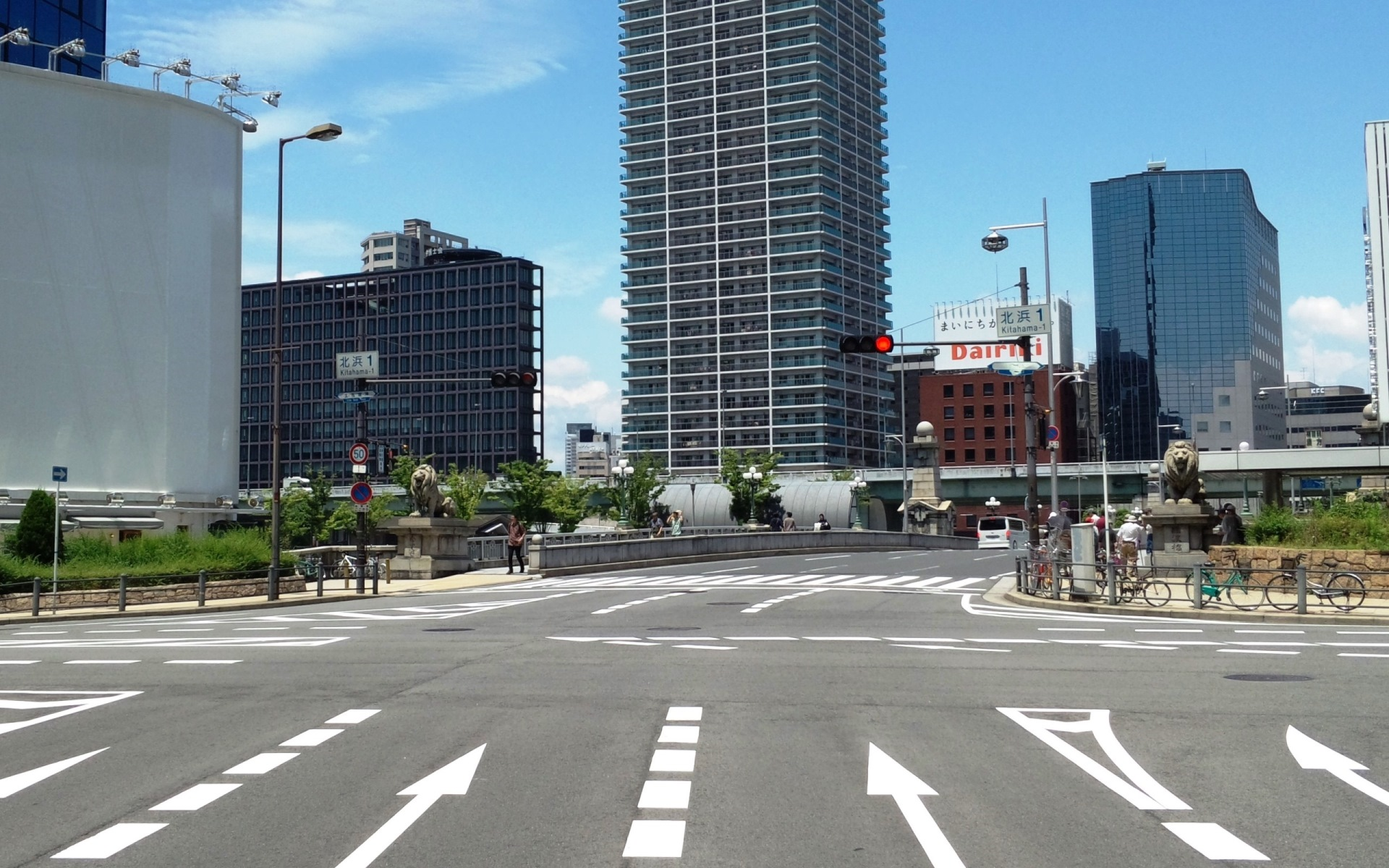
北浜1交差点（難波橋南詰）
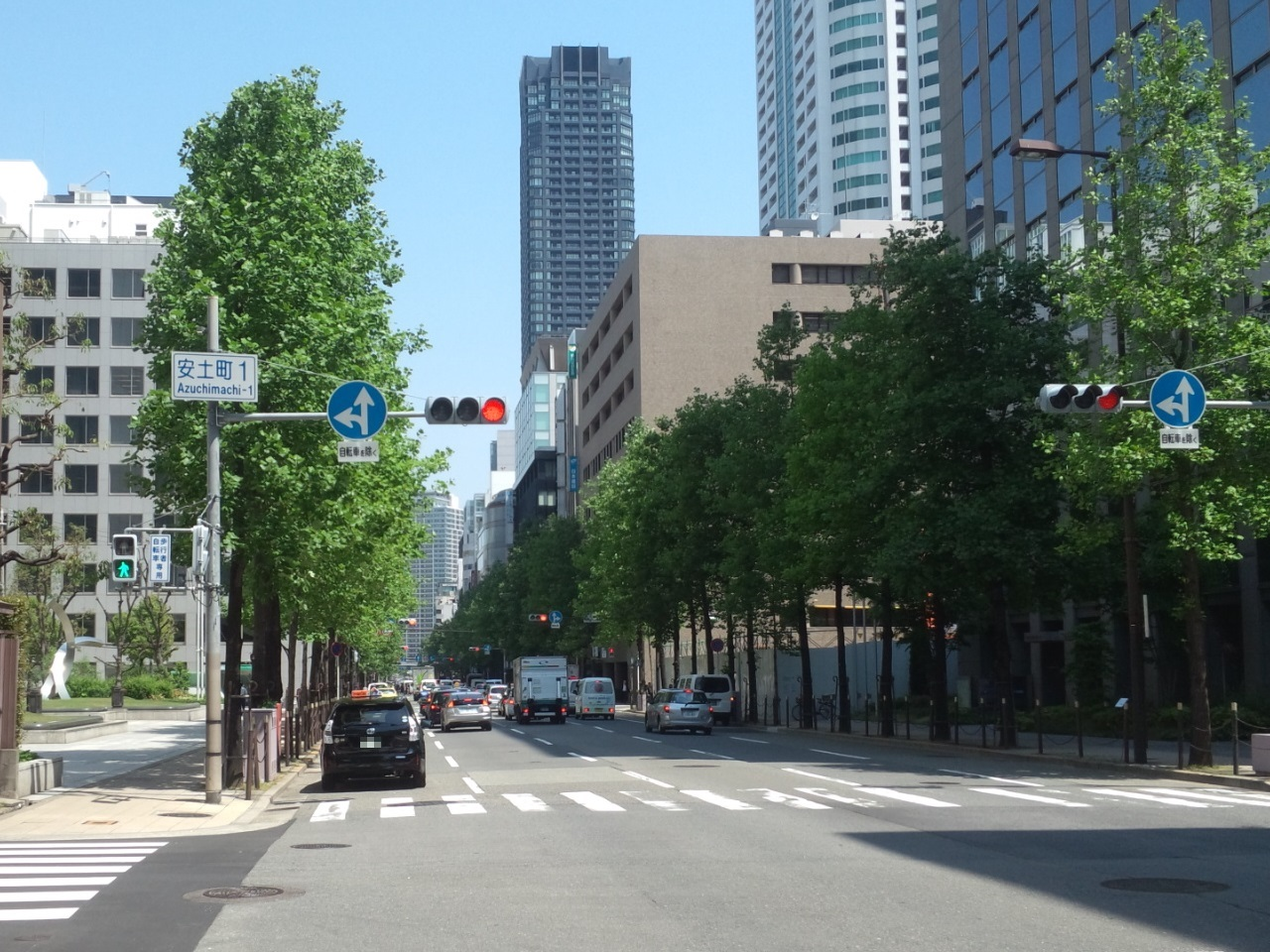
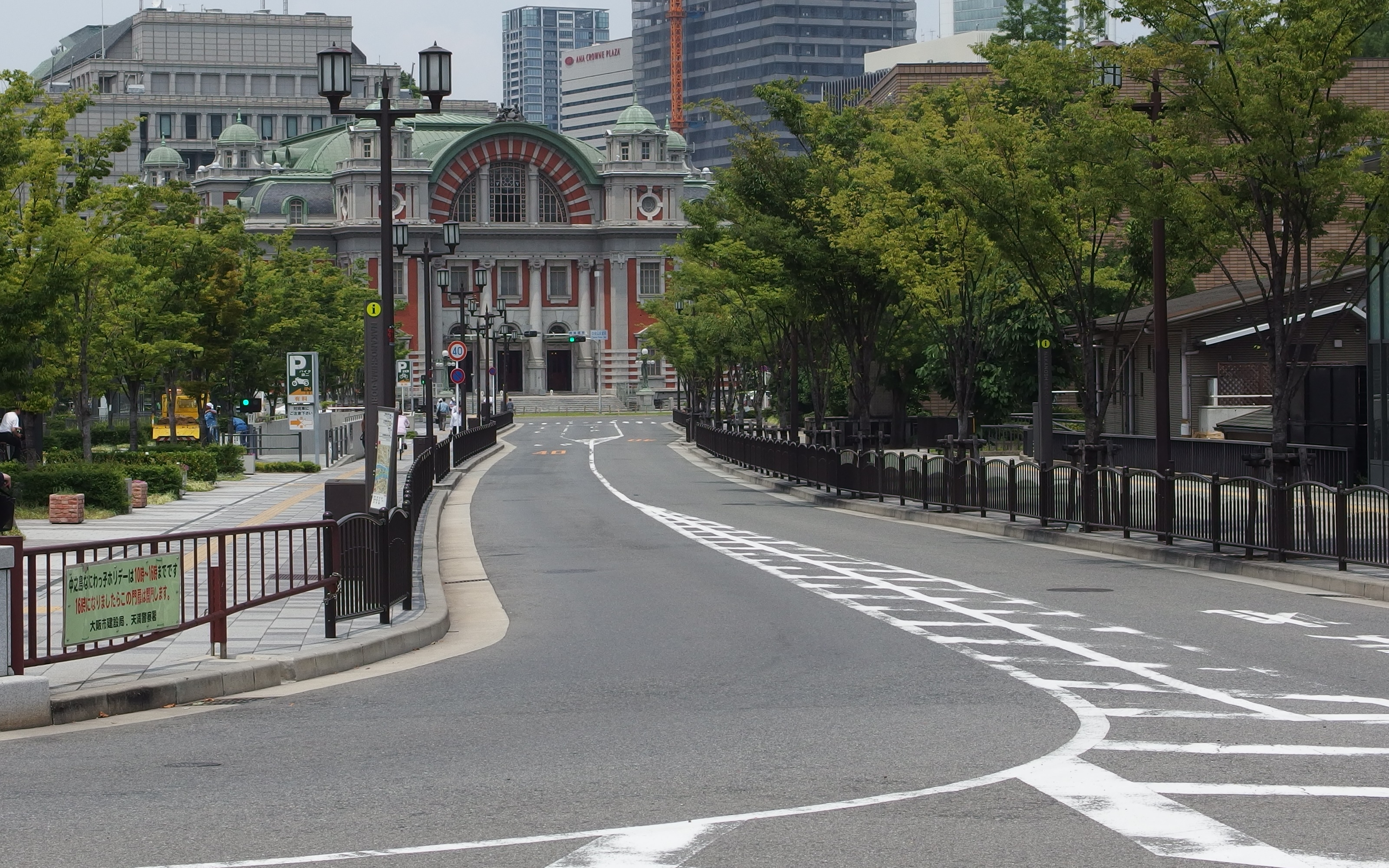
中之島公園
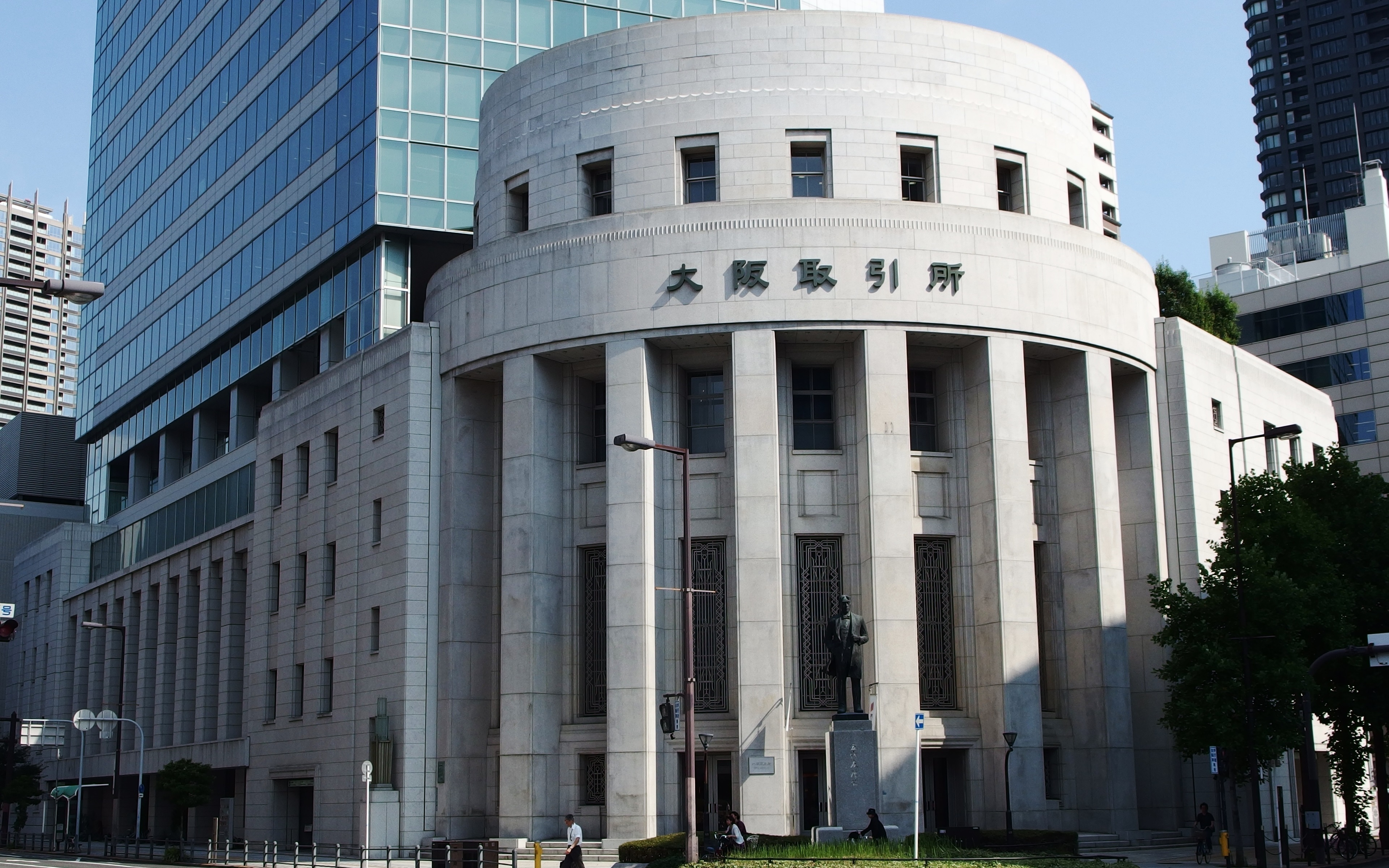
大阪取引所
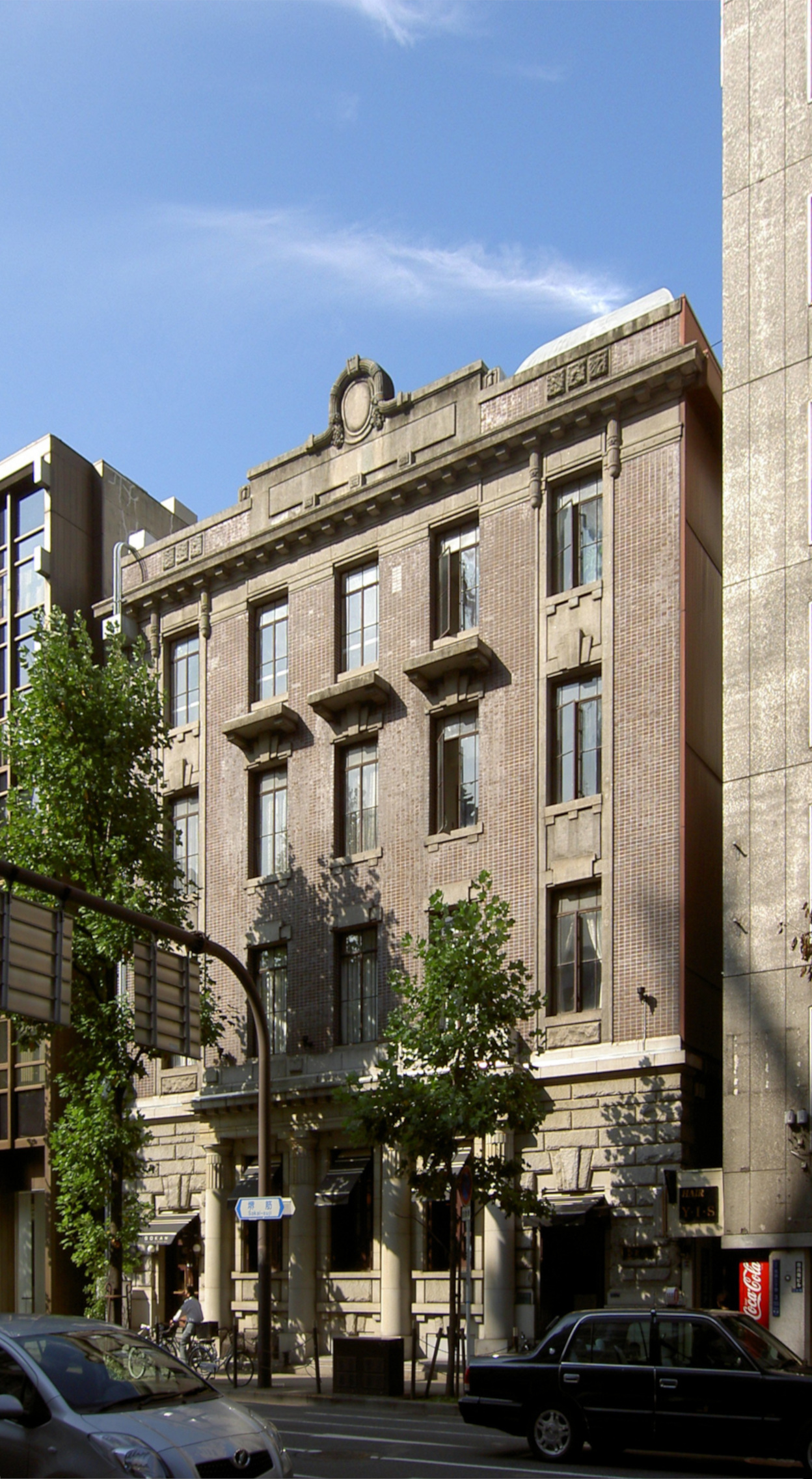
新井ビル（旧報徳銀行大阪支店）
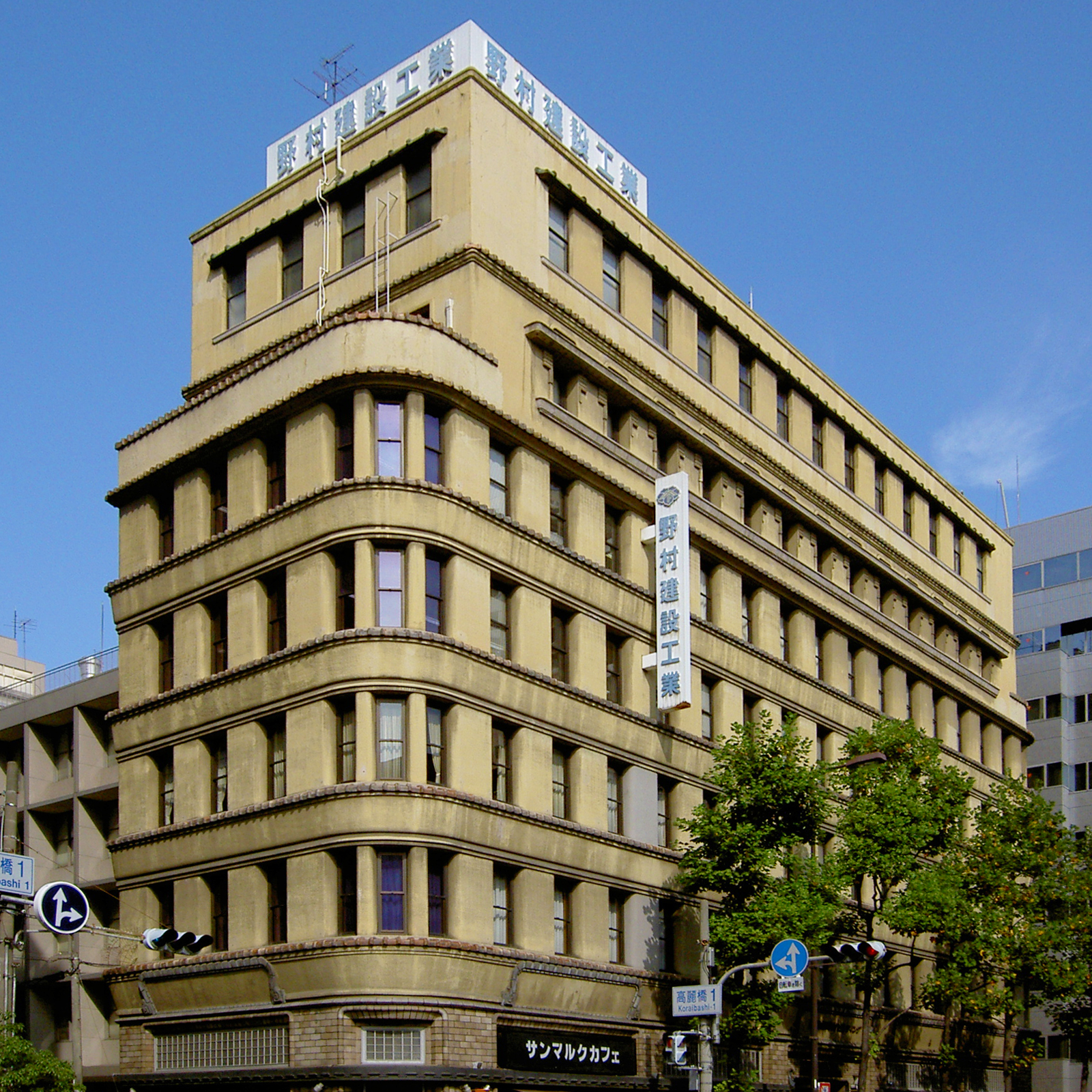
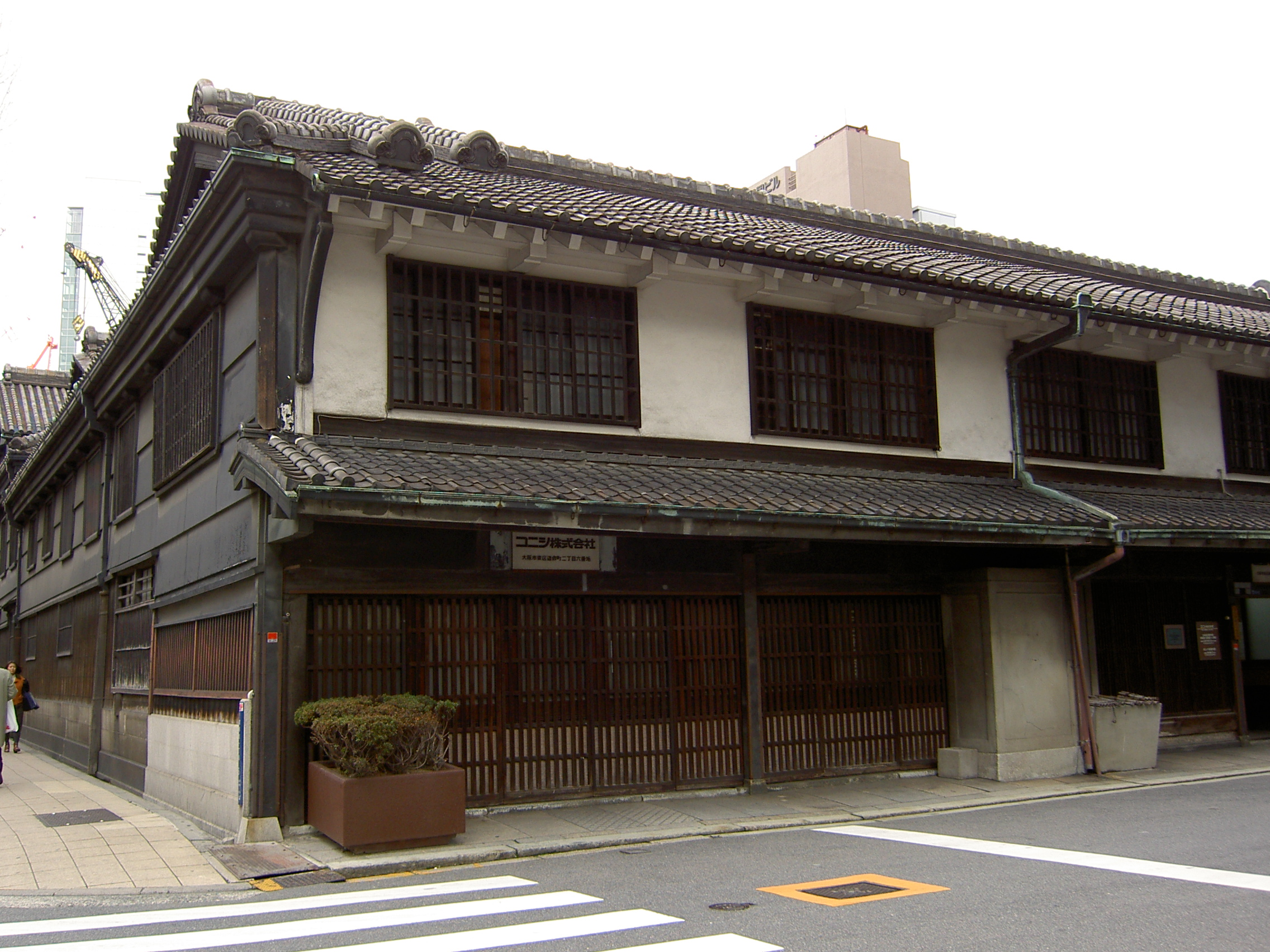
小西家住宅（旧小西儀助商店社屋）
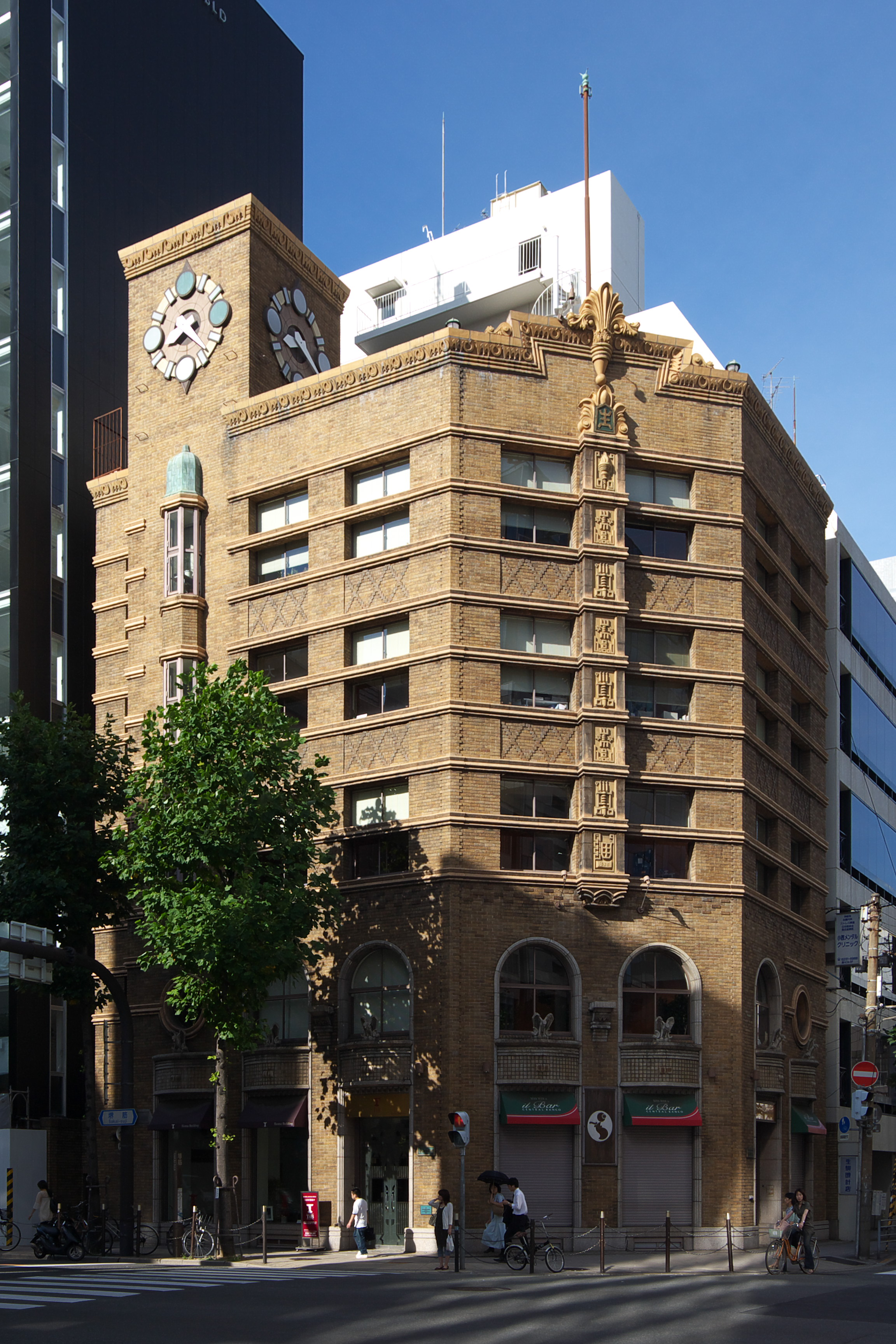
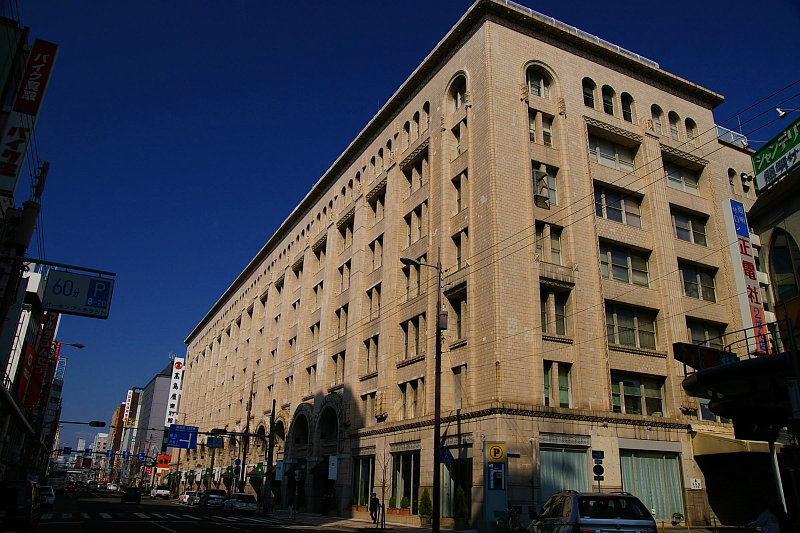
高島屋東別館（旧松坂屋大阪店）
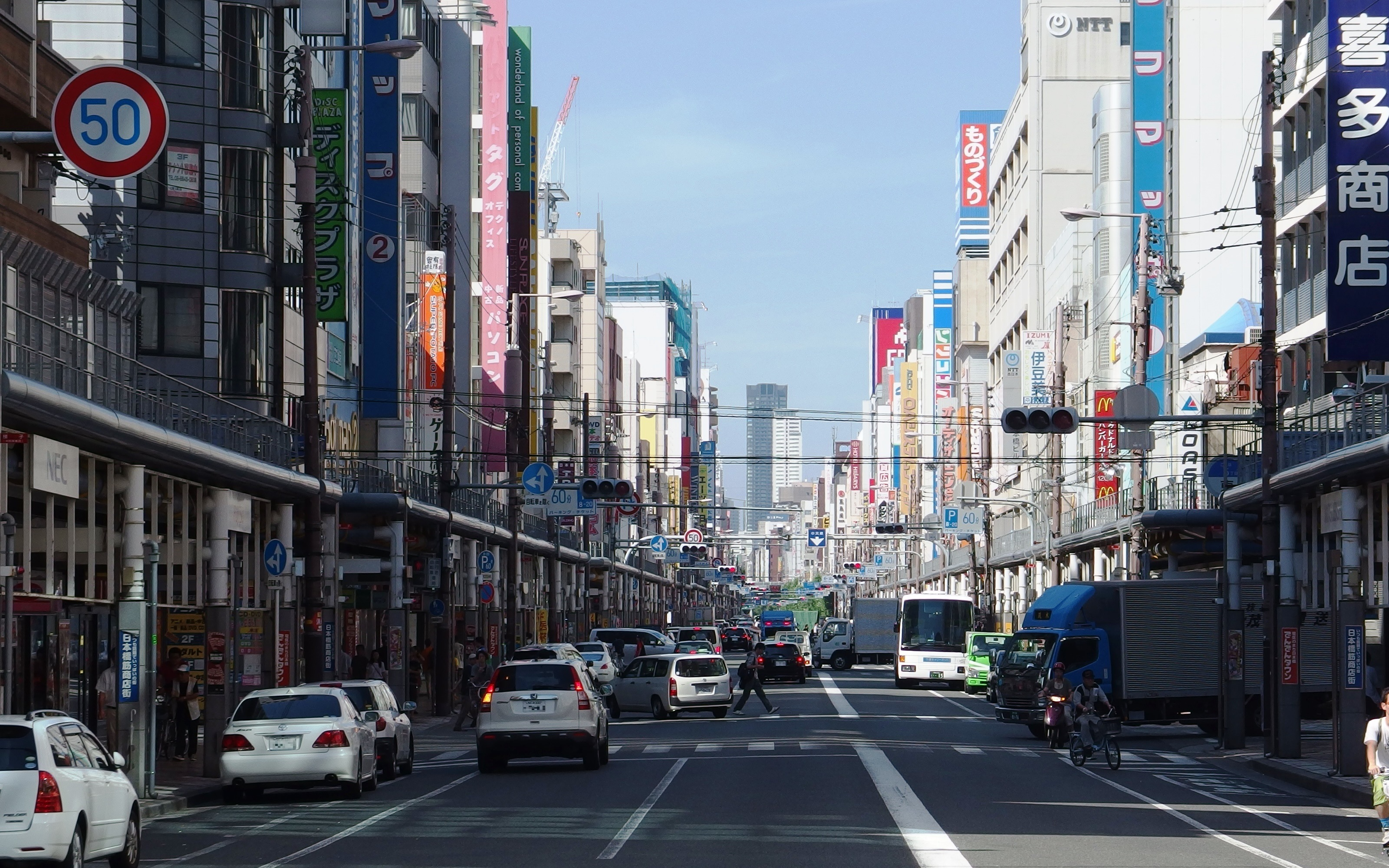
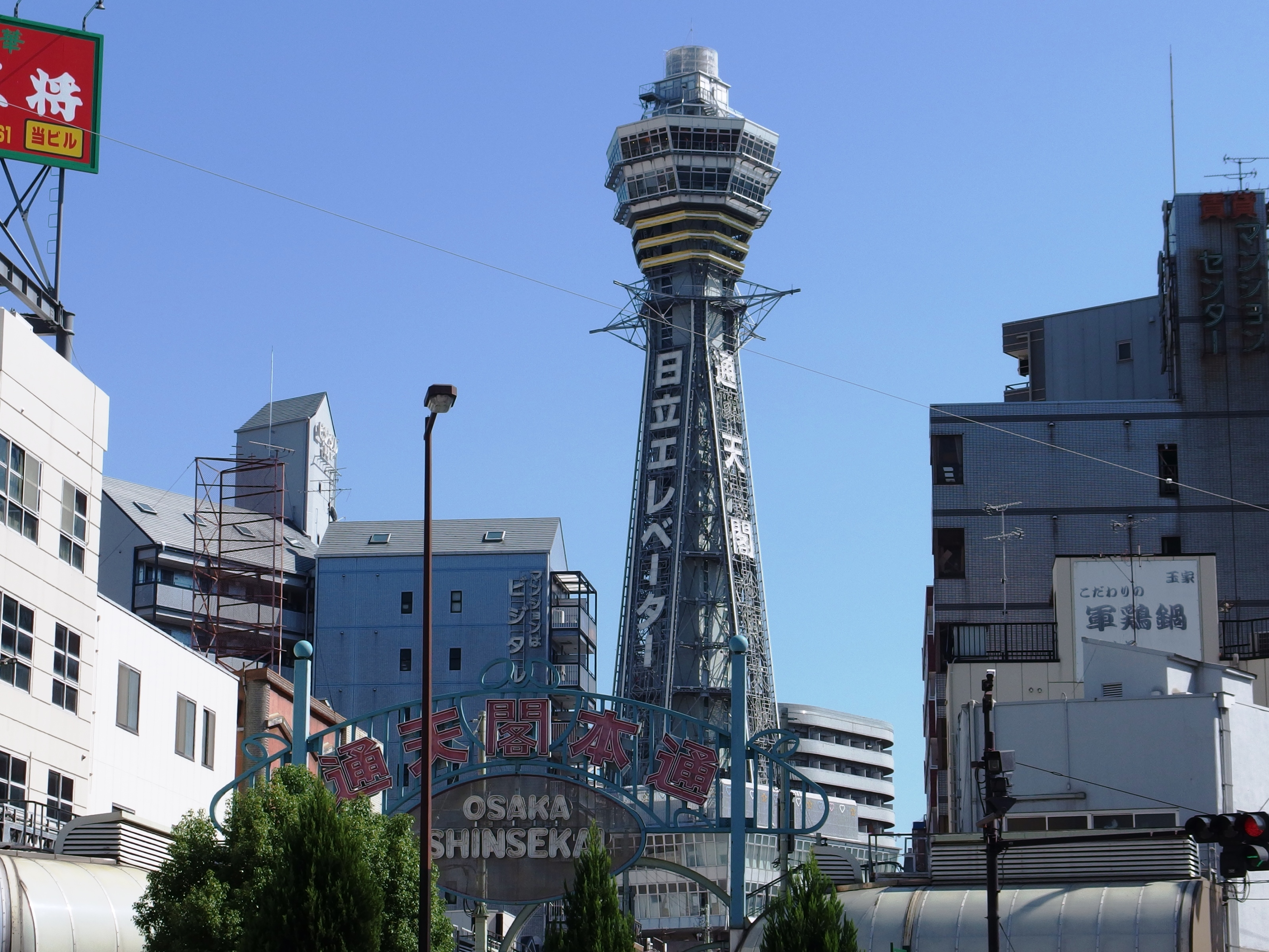
通天閣
  - 大阪市立东洋陶瓷美术馆
- 大阪市中央公会堂

中央区
- 北滨站
- 大阪取引所
- 小西家住宅（小西儀助商店）
- 少彦名神社
- 堺筋本町站
- 船場
- 南船場
- 长堀桥站
- 近铁日本桥站
- 日本桥站
- 黒門市場

浪速区
- 高島屋東別館
- 惠美須町站
- 新世界
  - 通天閣